# Hakeem Kae-Kazim
Hakeem Kae-Kazim (* 1. října 1962) je nigerijsko-britský herec. Narodil se v nigerijském Lagosu, kde strávil první roky svého života předtím, než se jeho rodina přestěhovala do Londýna. Herectví studoval na Bristol Old Vic Theatre School (absolvoval v roce 1987). Ve studiu pokračoval na Royal Shakespeare Company. Koncem osmdesátých let začal hrát v různých televizních seriálech a koncem let devadesátých také ve filmech. Hrál mimo jiné v seriálech Pod černou vlajkou, Dynasty a Protiúder. Rovněž namluvil postavy v různých videohrách.

## Filmografie (výběr)
- Sentimental Education (1998)
- Mračna nad Afrikou (1999)
- Hotel Rwanda (2004)
- Deset minut života (2005)
- Piráti z Karibiku: Na konci světa (2007)
- 24 hodin: Vykoupení (2008)
- Čtvrtý druh (2009)
- X-Men Origins: Wolverine (2009)
- Half of a Yellow Sun (2013)
- Daylight's End (2016)
- 24 hodin života (2017)